# Jekyll & Hyde (musical)
Jekyll & Hyde è un musical di Broadway basato sul romanzo Lo strano caso del dottor Jekyll e del signor Hyde (The Strange Case of Dr. Jekyll and Mr. Hyde) del 1886 di Robert Louis Stevenson. Nella versione musicale la partitura fu composta da Frank Wildhorn, mentre il libretto da Leslie Bricusse. La trasposizione è avvenuta ad opera dello stesso Wildhorn e di Steve Cuden.
La prima avvenne il 28 aprile 1997 al Plymouth Theatre di New York.

## Primo atto
Tra parentesi sono riportati i titoli delle canzoni interpretate dai personaggi nelle diverse scene.
La storia inizia con un prologo interpretato da John Utterson e Sir Danvers Carew, entrambi in buon rapporto con il dottor Henry Jekyll. Utterson è l'avvocato e miglior amico di Jekyll, mentre Sir Danvers è il suo futuro suocero. I due gentiluomini raccontano il giorno in cui Jekyll si trovava in un manicomio per visitare il padre ("Lost in the darkness"). Jekyll è convinto che il male presente nell'anima di suo padre è la causa della malattia che molto probabilmente lo ucciderà e rivela al pubblico che è intenzionato a scoprire perché l'uomo è sia buono che cattivo per poi separare queste due parti ("I need to know").
Qualche tempo dopo, i ricchi e i poveri londinesi del diciannovesimo secolo descrivono come la gente tende a presentarsi agli occhi degli altri, non ha importanza chi siano veramente ("Facade"). Successivamente, il dottor Jekyll presenta la sua ricerca ai governatori dell'ospedale di St. Jude: Sir Danvers, il quale presiede la seduta, è accompagnato da Sua Grazia Rupert 14º vescovo di Basingstoke, l'onorevole Sir Archibald "Archie" Proops, Lord Theodore "Teddy" Savage, Lady Elisabeth "Bessie" Beaconsfield, il Generale Lord Glossop e Simon Stride, il segretario. Ad eccezione di Sir Danvers, sono tutti dei ricchi ipocriti. Quando Jekyll propone di testare la sua formula su un essere umano, essi rifiutano definendola sacrilega, eretica e blasfema, quindi votano negativamente con Sir Danvers che si astiene e la proposta viene bocciata ("Jekyll's Plea"). Utterson tenta di calmare l'amico, sapendo che è ossessionato dalle condizioni del padre. Jekyll sente di poter salvare le persone perse nella stessa oscurità, così l'avvocato lo incoraggia a continuare sapendo che ha ragione ("Pursue the truth").
Quella sera, l'alta società di Londra si riunisce a casa di Sir Danvers per festeggiare il fidanzamento di sua figlia Emma con il dottor Jekyll ("Bitch bitch bitch", poi sostituita da "Facade reprise 1"). Durante la festa gli ospiti -dove sono presenti anche i governatori e Stride- rivelano di essere preoccupati del fatto che Emma voglia sposare un uomo "folle", ma sia lei che il padre lo difendono. Stride, innamorato di Emma, le parla in privato e tenta di farla ragionare sulla scelta che ha fatto, ma lei lo respinge dicendo che sente di essere quella vuole accanto a Jekyll ("Emma's reason").
Jekyll -in ritardo come al solito- arriva proprio quando gli ospiti se ne stanno andando e condivide un momento con la sua fidanzata; sebbene sia sempre occupato a causa del suo lavoro, Emma gli promette che sarà sempre al suo fianco ("Take me as I am"). Sir Danvers si reca dalla figlia e le dice che Jekyll è come un figlio per lui, ma trova molto difficile il fatto di doverle dire addio. Emma lo tranquillizza dicendo che lui non la perderà mai e che non devono avere paura di lasciarsi andare ("Letting go").
Jekyll e Utterson si recano in un locale chiamato "Red Rat" per l'addio al celibato del dottore ("Facade reprise 2"). Una prostituta di nome Lucy Harris arriva in ritardo e si ritrova nei guai con il proprietario del locale, che tutti chiamano il Ragno. Nonostante il suo lavoro, Lucy è molto gentile e dolce e viene vista di buon occhio dai suoi colleghi, ma si lamenta della sua vita ("No one knows who I am").
Guinevere, l'assistente del proprietario, interrompe Lucy e le ordina di andare a fare il suo numero ("Bring on the men", poi sostituito da "Good and Evil"), attirando l'attenzione di Jekyll. Il Ragno si avvicina alla ragazza dandole uno schiaffo per essere arrivata tardi e, sebbene sia di buon umore, minaccia di ucciderla se dovesse accadere un'altra volta. Jekyll si avvicina a Lucy e i due iniziano una conversazione durante la quale il dottore le rivela che lei lo ha aiutato a capire chi dovrà usare come soggetto per il suo esperimento. Prima di andarsene dà a Lucy il suo biglietto da visita e si offre di aiutarla se avesse mai bisogno di un amico.
Jekyll torna a casa accompagnato da Utterson e gli dice che ha intenzione di rimettersi al lavoro quella stessa notte; l'amico gli suggerisce di andare a letto ma lui non gli dà ascolto perché ha capito che quello è il momento di testare la sua formula ("This is the moment"). Così Jekyll prepara la pozione e la inietta su sé stesso, dopo qualche minuto comincia a sentirsi strano e a provare uno strano dolore che appunta sul suo diario ("Transformation"). Esce di casa e se ne va per le strade di Londra dove incontra Lucy. Si dà anche un nome: Edward Hyde ("Alive").
Una settimana dopo, nessuno ha ancora avuto notizie di Jekyll, così Emma, Sir Danvers e Utterson chiedono al maggiordomo Poole dove si trovi, ma Emma se ne va credendo che lui vorrà vederla una volta terminato il suo lavoro. Poole fa entrare Utterson che incontra Jekyll con tre lettere, una per lui, una per Emma e una per Sir Danvers e gli spiega che dovranno essere aperte solamente nel caso dovesse ammalarsi o sparire senza lasciare traccia. Utterson gli dice di non lasciare che il suo lavoro prenda il sopravvento nella sua vita privata; nel frattempo Sir Danvers rivela ad Emma che crede non sia giusto che lei voglia sposare un uomo sprofondato in un abisso di depressione, ma lei capisce che il lavoro del suo fidanzato è importante ("His work and nothing more").
Quella sera, Lucy si presenta a casa di Jekyll con il biglietto da visita che le aveva dato e gli mostra una cicatrice sulla spalla, rivelandogli che il responsabile è un uomo di nome Edward Hyde; Jekyll è sconvolto, ma non dice niente alla ragazza e le medica la ferita. Per ringraziarlo della sua gentilezza lo bacia ("Sympathy, tenderness"), ma Jekyll se ne va lasciando sola Lucy che rivela di essersi innamorata di lui ("Someone like you").
Più tardi, il vescovo di Basingstoke viene visto in compagnia di Guinevere dopo un incontro con una delle prostitute, che è una minorenne, e dopo aver pagato si mette d'accordo per rivedere la bambina il mercoledì seguente. Mentre Guinevere se ne va con la piccola, fa la sua apparizione Hyde che, dopo aver insultato il vescovo, lo prende a bastonate uccidendolo e successivamente brucia il cadavere ("Alive reprise").

## Secondo atto
Utterson e Sir Danvers parlano dei recenti avvenimenti: Utterson afferma di non essere più in grado di aiutare il suo amico, mentre Sir Danvers sa che sta accadendo qualcosa di terribile dopo l'omicidio del vescovo; al suo funerale è presente anche Hyde che non esita ad uccidere il generale Glossop sotto gli occhi terrorizzati di Teddy che decide di lasciare la città dopo che anche i suoi colleghi Bessie e Archie sono stati uccisi, ma farà la loro stessa fine dopo che Hyde lo butta sotto un treno. I cittadini sono spaventati e non sanno cosa fare ("Murder murder").
Quella notte, Emma entra nel laboratorio di Jekyll dove trova il suo diario e legge i suoi appunti; Jekyll la trova e le porta via il diario perché non vuole che lei sappia cos'è diventato. Emma lo vede turbato, ma gli confessa che può aprirsi con lei ("Once upon a dream"), purtroppo Jekyll non le rivela niente, dice soltanto che l'ama ancora. Dopo che Emma se ne va, Jekyll capisce che Hyde è una parte di lui, che sta lentamente prendendo il sopravvento e questo lo spaventa ("The world has gone insane", sostituita in seguito da "Obsession"). Nel frattempo, sia Lucy che Emma, si interrogano sull'amore che entrambe provano per lo stesso uomo ("In his eyes").
Al Red Rat, Lucy e la sua amica Nellie parlano della loro vita e del perché sono costrette a continuare a fare quel lavoro ("Girls of the night"), Hyde fa poi visita a Lucy, la quale è terrorizzata, ma sente una strana attrazione sessuale verso quell'uomo ("Dangerous game"). Dopo che i due se ne vanno assieme, il Ragno avverte di stare sempre in guardia perché non si sa chi si può incontrare ("Facade reprise 3").
Utterson raggiunge Jekyll nel laboratorio dicendo di aver aperto la lettera che gli aveva dato, ma con sua sorpresa incontra Hyde che rivela all'avvocato che il dottore non è disponibile; Utterson non ha intenzione di andarsene finché non saprà dove si trova il suo amico, allora Hyde si inietta una pozione trasformandosi in Jekyll davanti agli occhi increduli dell'avvocato. Jekyll gli dice che Hyde deve essere distrutto e sa come fare, ma prima da ad Utterson una lettera che deve consegnare a Lucy perché la sua vita è in pericolo. Quando Utterson se ne va, Jekyll distrugge la formula ("The way back").
Utterson raggiunge Lucy al Red Rat e le consegna la lettera di Jekyll che la prega di abbandonare immediatamente la città; rimasta sola la ragazza comincia a chiedersi se potrà mai cominciare una nuova vita da qualche parte ("A new life"), proprio in quel momento fa il suo ingresso Hyde che, vedendo la lettera, rivela a Lucy che lui e il dottor Jekyll sono molto "intimi". Porta Lucy vicino a sé abbracciandola e lei, che non sospetta di nulla, lo ricambia, ma viene brutalmente pugnalata da Hyde ("Sympathy, tenderness reprise") e il suo cadavere viene caricato su un carretto dai alcuni ragazzi del locale.
Tornato a casa, Jekyll comincia uno scontro con la sua parte malvagia e gli assicura che presto riuscirà a liberarsi di lui, ma Hyde gli risponde che ciò non potrà mai accadere poiché loro sono una cosa sola ("Confrontation").
Mentre il cadavere di Lucy viene portato via ("Facade reprise 4"), la scena si sposta nella chiesa dove si stanno per celebrare le nozze di Jekyll ed Emma ("The wedding"), ma proprio quando sta per iniziare la cerimonia, Jekyll comincia a sentirsi male e si trasforma un'altra volta davanti a tutti gli invitati, tra i quali è presente anche Stride che Hyde non esita ad uccidere; prende in ostaggio Emma e Utterson lo minaccia con la spada estratta dal bastone, ma ascoltando la dolce voce di Emma Jekyll riesce a riprendere il controllo e la lascia andare. Si rivolge ad Utterson e lo implora di ucciderlo per liberarlo, ma l'avvocato non trova il coraggio di uccidere l'amico, Jekyll però impugna la spada e se la conficca nel corpo. Emma corre da Jekyll steso a terra che le muore tra le braccia. Lei sa che ora Jekyll è finalmente libero ("Finale").
Versioni italiane: Nel novembre 2007 il Teatro Stabile d'Abruzzo in collaborazione con "Teatro MusicaMamò" ha inscenato Jekyll & Hyde il musical, ispirato all'opera originale statunitense. Nel cast figuravano Giò Di Tonno (Jekyll), Ilaria De Angelis (Emma), Simona Molinari (Lucy), Alberto Martinelli (Sir Danvers), Andrea Murchio (vescovo) e Nejat Isik Belen (Utterson).